# Crito (Plato)
Crito (Oudgrieks: Κρίτων) is een korte maar belangrijke dialoog van Plato, geschreven in de periode 399 - 385 v.Chr. De gebeurtenissen spelen zich af in de cel waar Socrates zijn executie afwacht. Het thema dat Socrates met zijn rijke vriend Crito bespreekt is rechtvaardigheid, onrechtvaardigheid en hoe hiermee om te gaan. Socrates is van oordeel dat, wanneer iemand je onrechtvaardig behandelt, het niet juist is om die persoon op jouw beurt ook onrechtvaardig te behandelen. Daarnaast is deze dialoog te beschouwen als een van de eerste uiteenzettingen over de theorie van het sociaal contract dat een individu afsluit met zijn regering.
De setting van de dialoog is de cel waar Socrates na zijn veroordeling zijn nakende terechtstelling afwacht. Nog voor de dageraad aanbreekt, bezoekt zijn vriend Crito hem. Deze heeft het zo gearrangeerd dat Socrates ongemerkt uit zijn cel kan ontsnappen. Zo zou Socrates veilig in verbanning kunnen gaan en zijn executie ontlopen.

## Inhoud
Aan het begin van de dialoog ontwaakt Socrates en ziet zijn vriend Crito staan. Op zijn vraag waarom deze hem niet heeft wakker gemaakt antwoordt Crito dat hij in zulke verdrietige omstandigheden beter kan slapen. Socrates zegt dat iemand die zo oud is als hijzelf zich weinig zorgen maakt vlak voor zijn dood. Crito vertelt hem dan waarom hij is gekomen: het schip uit Delos is op komst. Dat betekent dat Socrates zijn laatste dag is aangebroken, want zijn veroordeling is zo lang uitgesteld tot het schip met het gezantschap dat een dankoffer aan Apollo is gaan brengen terugkomt van Delos. Socrates vertelt hem over een droom waaruit blijkt dat het nog niet voor morgen zal zijn. Dan begint Crito's eerste pleidooi om Socrates te overtuigen om met de hulp van zijn vrienden zijn straf te ontlopen. Crito zegt dat hij niet alleen een vriend zou verliezen, maar ook voor de rest van zijn leven met de schande zou moeten leven dat hij Socrates niet had gered. Mogelijk zou men hem er zelfs van verdenken dat hij er geen geld voor over had gehad. Niemand zou geloven dat Socrates er vrijwillig voor had gekozen om te blijven en te sterven.
Als antwoord op Crito's bezorgdheid wat de mensen wel van hem en zijn vrienden zullen denken na Socrates dood, zegt Socrates dat ze zich niets gelegen moeten laten liggen aan de mening van de massa. Immers, degenen die echt nadenken zullen wel beseffen hoe alles in zijn werk is gegaan en alleen van hun oordeel moet je je iets aantrekken. Crito werpt tegen dat de massa wel in staat is om groot kwaad te doen, zoals de onrechtvaardige behandeling van Socrates zelf aantoont.
Crito verzekert Socrates er nogmaals van dat hij zich over zijn vrienden geen zorgen moet maken dat verklikkers hen last zullen bezorgen of dat ze er hun bezittingen bij kunnen inschieten als ze Socrates helpen ontsnappen.
Crito probeert Socrates met ethische argumenten te overhalen. Ten eerste, als hij blijft, zou hij dan niet zijn vijanden helpen om hem onrechtvaardig te behandelen? En zou hij zodoende dan tegenover zichzelf niet onrechtvaardig handelen? Ten tweede: hij zou zijn zonen alleen achterlaten zonder vader.
Socrates zegt dat hij alleen zal meegaan, als Crito erin slaagt om hem ervan te overtuigen dat het juist (rechtvaardig) is om te ontsnappen. Als dat zo is, zal hij gewillig meegaan. In het tegenovergestelde geval zal hij zijn dood tegemoet gaan.
Socrates argumenteert dat de wetten van Athene (de stem van de wetten van Athene noemt hij het) tot hem gesproken hebben en vermits die wetten bestaan als geheel, mag geen ervan door iemand gebroken worden, want dan zouden zij allemaal gebroken worden. Burgers zijn verplicht om die wetten na te leven zoals een kind moet luisteren naar zijn ouders. Een wet overtreden zou hetzelfde zijn alsof een kind zijn ouder slaat. Eigenlijk legt Socrates de verhouding van de burgers tot de wetten uit als een soort sociaal contract. Hij mag als burger wel proberen om de 'Wetten' te overtuigen om hem vrij te laten, maar hij moet de wetten gehoorzamen en kan dus niet ontsnappen. Als burger van Athene, die dankbaar is voor de gelukkige zeventig jaren als Athener, is hij impliciet eerbied verschuldigd aan de wetten van Athene.
Door te ontsnappen zou hij zichzelf buiten de wet stellen, en een soort balling worden  die nergens in gelijk welke beschaafde staat welkom zou zijn. Bij zijn dood zou hij streng worden beoordeeld in de onderwereld voor zijn onrechtvaardig handelen jegens de stedelijke wetten. Aldus overtuigt Socrates Crito ervan dat het beter is om te blijven waar hij is en kalm zijn dood af te wachten.

## Conclusie van de dialoog
Na vastgesteld te hebben dat: 
- zichzelf redden gelijk staat aan het begaan van een onrechtvaardigheid, namelijk de ongehoorzaamheid aan de wetten van Athene
- dat kwaad (Socrates' onterechte veroordeling) niet met kwaad (vluchten) mag worden vergolden
- dat het vooruitzicht van een goed leven (als Crito hem redt) niet volstaat als je als mens onrechtvaardig hebt gehandeld
- en dat wetten moeten gehoorzaamd worden, zelfs al zijn ze niet juist

besluit Socrates dat hij zichzelf niet mag redden en zijn veroordeling moet ondergaan.

## Intertekstualiteit
Deze dialoog vormt een dramatische eenheid met Euthyphro (Socrates op weg naar het tribunaal), Apologie (Socrates voor het gerecht) en Phaedo (De dood van Socrates).

## Nederlandse vertalingen
- Plato, Verzameld werk, vol. 3, Euthyfron - Apologia - Kriton, vert. Hans Warren en Mario Molegraaf, 1995. ISBN 9789035115088
- Plato, Euthyfron - Kriton, vert. Gerard Koolschijn, 1993. ISBN 9789025342913
- Sokrates in gesprek. Plato's Apologie, Krito, het slot van de Phaedo en Symposium, vert. D. Loenen, 1966
- Plato, "Crito", in: Verzameld werk, vol. 1, vert. Xaveer de Win, Antwerpen, Nederlandsche Boekhandel, 1965 (herdrukt 1978, 1980 en 1999)
- Platoon, Dialogen. Symposion, Apologie, Kritoon, Phaidoon. Sokrates in leven en sterven, vert. M.A. Schwartz, 1960 (herdrukt tot 1989)
- Plato's Crito, vert. S. Koperberg, 1950
- Platoon, Verdedigingsrede van Sokrates en Kritoon, vert. A. Clerckx en R. De Pauw, 1946 (herdrukt tot 1974)
- Plato, Verdediging van Socrates en Crito, vert. Ch.M. van Deventer, 1896 (herdrukt tot 1925)
- "De Krito van Plato", vert. Samuel Iperusz. Wiselius, in: Algemeen Letterlievend Maandschrift, vol. 18, 1834, p. 397-409 en 441-453

## Andere vertalingen
- (en)  Plato, "Crito", in: J.M. Cooper en D.S. Hutchinson (eds.), Complete Works, 1997, 1838 p. ISBN 9780872203495
Grondige Engelse vertaling in één band met annotaties en toelichting